# Lissoclinum patella
Lissoclinum patella is een zakpijpensoort uit de familie van de Didemnidae. De wetenschappelijke naam van de soort werd in 1898 voor het eerst geldig gepubliceerd door Gottschaldt.

## Beschrijving
Lissoclinum patella is een uitgestrekte zakpijp die groeit in kustgebieden in de buurt van Indonesië en Australië, waaronder het Groot Barrièrerif. De groene tint is te wijten aan de kolonies van cyanobacteriën die als symbionten in het weefsel groeien. Een bekende soort is Prochloron didemni. De biochemische producten van zijn cyanobacteriën zijn een actief onderzoeksgebied, zoals het circulaire peptide Patellamide A.